# Carl Anton Larsen
Carl Anton Larsen (Østre Halsen, 27 agosto 1860 – Mare di Ross, 8 dicembre 1924) è stato un navigatore ed esploratore norvegese.

## Esploratore
Lasciata la scuola a 14 anni per seguire il padre in mare, a 20 ha già la licenza di capitano e nel 1895 è al comando di una nave baleniera. Alla guida della nave Jason, Larsen esplora i mari antartici dal 1892 al 1894. Successivamente partecipa come capitano della nave Antarctic alla spedizione antartica svedese del 1901-04, durante la missione la nave viene stritolata dai ghiacci ed affonda. Larsen passa l'inverno 1903 con i suoi uomini sull'isola Paulet nutrendosi di pinguini e foche prima di essere recuperato dalla corvetta argentina Uruguay. 

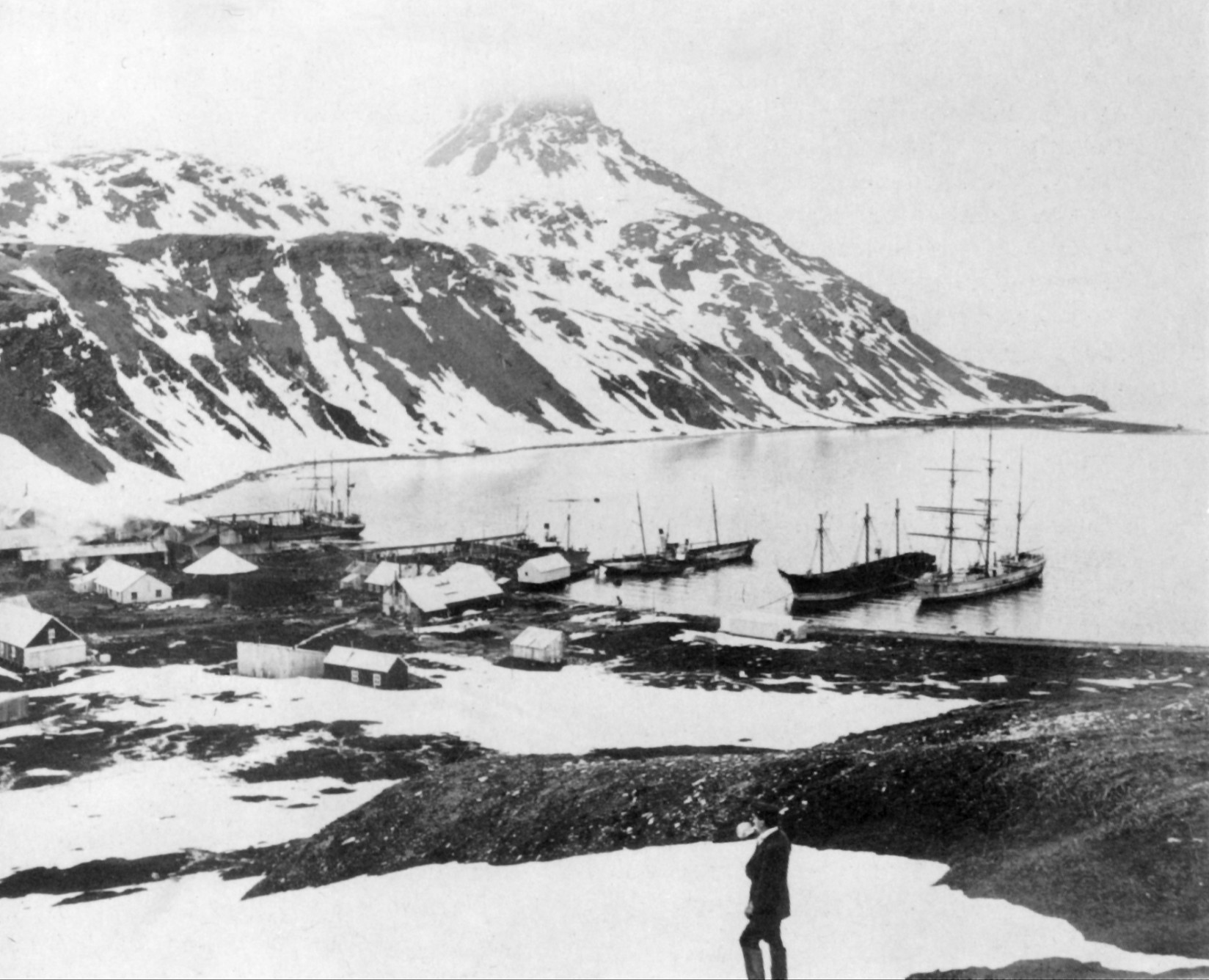
L'insediamento di Grytviken nel 1914.

## Uomo d'affari
Carl Larsen fonda nel 1904 con capitali inglesi, argentini e norvegesi la Compañía Argentina de Pesca, la prima società baleniera antartica e, assieme al genero, Viktor Esbensen, ne dirige la costruzione del primo insediamento antartico, il villaggio di Grytviken, nell'isola della Georgia del Sud, che diventa attivo nella produzione dell'olio di balena già dal 24 dicembre del 1904 e che gestisce fino al 1914.
La moglie Andrine lo raggiunge nel 1905 con i loro cinque figli. Nel gennaio del 1910, per soddisfare le richieste del governatore della Georgia del Sud, Carl Larsen fa richiesta per la cittadinanza britannica:
(Carl Anton Larsen)
Carl Larsen è stato una delle principali personalità della storia della Georgia del Sud del XX secolo, fornendo guida ed aiuto logistico a numerose spedizioni antartiche. Nel 1905 installa un osservatorio meteorologico a Grytviken, nel 1911 introduce alcune renne sull'isola acquistate dalle fattorie delle isole Falkland e nel 1913 costruisce, sempre a Grytviken, la prima chiesa dell'Antartide con materiali fatti arrivare dalla Norvegia.

## Luoghi dedicati
Numerosi luoghi portano il nome di Carl Anton Larsen, tra cui:
- Piattaforma glaciale Larsen, insenatura di Larsen e Nunatak Larsen nella parte orientale della penisola Antartica.
- Larsen Bay Harbor (come parte del fiordo di Drigalski) e capo Larsen nella Georgia del Sud.
- Isola Larsen e gruppo delle isole Larsen, nelle isole Orcadi Meridionali.
- Picco Larsen nell'isola Thule, isole Sandwich Meridionali.
- Picco Larsen nella Terra della Regina Vittoria, Antartide Orientale.